# Ibrahima Wadji
Ibrahima Wadji, né le 5 mai 1995 à Bignona au Sénégal, est un footballeur sénégalais qui évolue au poste d'avant-centre au PFK Turan Tovuz.

## Biographie

### Formation et débuts
Né à Bignona au Sénégal, Ibrahima Wadji est formé par le Mbour Petite-Côte FC avant de rejoindre le Gaziantep FK. Le 8 août 2017, Wadji rejoint la Norvège pour s'engager en faveur du Molde FK.
Wadji marque son premier but pour Molde le 19 novembre 2017, lors d'une rencontre de championnat face au Lillestrøm SK. Titulaire, il ouvre le score de la tête sur un service de Christoffer Remmer (en) et donne la victoire à son équipe en étant l'unique buteur de la rencontre.

### FK Haugesund
Le 25 juillet 2018, Ibrahima Wadji est prêté jusqu'à la fin de la saison au FK Haugesund avec option d'achat.
En janvier 2019, Wadji rejoint définitivement le FK Haugesund. Le club lève l'option d'achat du joueur le 4 décembre 2018, Wadji signe alors un contrat courant jusqu'en décembre 2021.
Le 26 mai 2019, Wadji se fait remarquer lors d'une rencontre de championnat contre le Mjøndalen IF, en réalisant le premier triplé de sa carrière. Il permet ainsi à son équipe de s'imposer par quatre buts à un,. Lors de ce même mois Wadji est testé positif à un contrôle antidopage après un match contre le Kristiansund BK. Le joueur ayant utilisé de la morphine, produit interdit en Norvège, pour soulager ses maux de ventres, est suspendu pour une durée de quatorze mois. Il fait son retour à la compétition en juillet 2020. Entre-temps, Wadji prolonge avec le FK Haugesund d'une saison supplémentaire, malgré sa suspension.

### Qarabağ FK
Le 18 août 2021, Ibrahima Wadji s'engage en faveur du Qarabağ FK. L'attaquant sénégalais signe un contrat de trois ans. La première année, il inscrit 16 buts en 28 matchs dont 23 titularisions, le record de nombre de buts marqués dans sa carrière en club. La même année il termine co deuxième meilleur buteur du club et du championnat avec un but d'écart derrière le meilleur buteur, pour un total de 11 buts inscrits.

### AS Saint-Étienne
Le 30 août 2022, Ibrahima Wadji s'engage en faveur de l'AS Saint-Étienne. L'attaquant sénégalais signe un contrat de trois ans, soit jusqu'en juin 2025 et il portera le numéro 25 comme dans son précédent club.
Il marque son premier but avec les Verts dès son deuxième match à l'occasion de la réception des Girondins de Bordeaux pour la 7e journée de Ligue 2. À l'occasion de la 29e journée de Ligue 2 contre les Chamois niortais, il inscrit son premier doublé avec l'AS Saint-Étienne puis en inscrira un nouveau pour le compte de la 37e journée contre le SM Caen. Malgré quelques difficultés en première partie de saison, il réalise tout de même une saison intéressante avec 12 buts inscrits.
Lors de sa deuxième saison, il enchaine les blessures, ne disputant au total que dix matchs toutes compétitions confondues. Il sera néanmoins le héros du peuple stéphanois, inscrivant le deuxième but de son équipe, ainsi que son seul but de la saison, à la 117e minute du barrage retour de promotion/relégation en Ligue 1 face au FC Metz, permettant au club ligérien de remonter dans l'élite après deux années en Ligue 2.

### PFK Turan Tovuz
Ibrahima Wadji quitte libre l'AS Saint-Étienne à expiration de son contrat en juin 2025. Il retrouve un nouveau club le 31 juillet 2025 en signant avec le PFK Turan Tovuz et faisant ainsi son retour en Azerbaïdjan. Il signe un contrat d'un an avec une année supplémentaire en option,.

### En sélection
Ibrahima Wadji représente l'équipe du Sénégal des moins de 20 ans, avec laquelle il participe à la Coupe d'Afrique des nations des moins de 20 ans en 2015. Lors de cette compétition organisée dans son pays natal, il joue cinq matchs, tous en tant que titulaire. Il s'illustre en réalisant un doublé face à la Côte d'Ivoire lors de la phase de groupe (2-2 score final), puis en marquant de nouveau contre le Congo lors du match suivant (victoire 4-3 des Sénégalais). Le Sénégal se hisse jusqu'en finale lors de cette compétition, où ils sont vaincus par le Nigeria (1-0).
Il dispute ensuite quelques mois plus tard la Coupe du monde des moins de 20 ans qui se déroule en Nouvelle-Zélande. Lors du mondial junior, il prend part à six matchs et marque un but. Le Sénégal s'incline en demi-finale face au Brésil (5-0).

## Palmarès
| Qarabağ FK (2)                                                                                     | Sénégal -20 ans                                                                               |
| -------------------------------------------------------------------------------------------------- | --------------------------------------------------------------------------------------------- |
| - Championnat d'Azerbaïdjan : - Champion : 2021-22. - Coupe d'Azerbaïdjan : - Vainqueur : 2021-22. | - Coupe d'Afrique des nations : - Finaliste : 2015. - Coupe du monde - Demi-finaliste : 2015. |